# Slavonija
Slavonija je geografska in zgodovinska panonska pokrajina v severovzhodni Hrvaški in se razprostira vzhodno od območja Križevcev ter Siska med rekama Dravo in Savo, tako da na skrajnem vzhodu doseže tudi Donavo. Pokrajina je danes glavna žitnica Hrvaške. 

## Slavonija včeraj in danes
Zametek stare Slavonije se je po zlomu Avarov oblikoval ne celotnem panonskem področju med Savo in Dravo, kjer so od Ljudevita Posavskega do Braslava v 9. stoletju večino časa vladali domači slovanski vladarji, po prihodu Madžarov konec 9. stoletja je stara Slavonija prišla pod madžarsko nadoblast, v 10. stoletju pa je to območje postalo prehodno med hrvaškimi in madžarskimi vplivi. Območje stare Slavonije se je po prihodu Madžarov skrčilo na območje med Dravo in Petrovo goro, zahodno od reke Karašice in severozahodno od reke Vrbas. Slovani na območju stare Slavonije so sčasoma razvili posebno obliko govorice, ki jo danes imenujemo kajkavščina. Na območju Slavonije so bili med letoma 1399 in 1456 zelo aktivni tudi Celjski grofi, zlasti Herman II. in Ulrik II.
Prihod Turkov je povzročil velike migracije, zaradi česar se je področje kajkavskega govora skrčilo in deloma premestilo. Vzhodni del Slavonije (vzhodno od Križevcev) je že v 16. stoletju postal Slavonska vojna krajina. V 17. stoletju je ime Slavonija označevalo le še severni del stare Slavonije, južni del je postal del Hrvaške. Ko so se Turki morali umakniti iz ozemlja današnje Slavonije, je bila stara srednjeveška Slavonija v celoti vključena  v Hrvaško, ime Slavonije pa se je ohranilo v vojni krajini. Z avstrijskimi osvajanji se je območje te vojne krajine v 17. in 18. stoletju širilo na štokavsko govoreče območje proti vzhodu, to je na območje Virovitiške in Požeške vojne krajine, obenem pa se je tudi ime Slavonija premestilo proti vzhodu. 
Območje te nove Slavonije je do leta 1991 ves čas ostajalo v okviru Hrvaške. Po razglasitvi hrvaške neodvisnosti pa je uporno srbsko prebivalstvo na področju današnje Slavonije zasnovalo lastno politično skupnost. Leta 1992 so bila tudi srbska območja Slavonije vključena med območja pod zaščito OZN (UNPA), a že v letu 1995 so Hrvati v en dan in pol trajajoči ofenzivi Blisk zavzeli zahodni del srbske Slavonije, vzhodni del pa je z Erdutskim sporazumom leta 1995 prešel pod upravo Združenih narodov (UNTAES) in je bil leta 1998 prav tako vrnjen Hrvaški.

## Gospodarstvo
Slavonsko gospodarstvo je prilagojeno celinskemu podnebju, obširne nižine pa so izpostavljene tudi nevarnosti poplav. Slavonija je hrvaška žitnica: na obdelovalnih površinah Slavonci gojijo žita (pšenico, koruzo), industrijske rastline (sladkorno repo, oljnice, krmo in tobak), deloma pa se ukvarjajo tudi  s sadjarstvom (jabolka, hruške, slive). Na vzhodu je razvito tudi vinogradništvo.  V živinoreji prevladujeta govedoreja in svinjereja, razvito je tudi ribištvo, slavonsko gozdarstvo pa ponuja visokokvaliteten les iz hrastovine. 

## Prebivalstvo
Večino prebivalcev predstavljajo Hrvati, Srbi pa predstavljajo največjo narodno manjšino. 

### Etnična sestava po županijah (popis 2001)
- Virovitiško-podravska: 89,47 % Hrvati, 7,08 % Srbi, 0,27 % Madžari, 0,25 % Albanci, 0,10 % Čehi
- Osiješko-baranjska: 83,89 % Hrvati, 8,73 % Srbi, 2,96 % Madžari, 0,65 % Slovaki, 0,30 % Romi, 0,29 % Nemci, 0,26 % Albanci, 0,15 % Slovenci, 0,12 % Bošnjaki, 0,11 % Črnogorci
- Požeško-slavonska: 88,68 % Hrvati, 6,54 % Srbi, 0,92 % Italijani,  0,90 % Čehi, 0,26 % Madžari, 0,17 % Albanci, 0,14 % Slovaki
- Brodsko-posavska: 93,98 % Hrvati, 3,02 % Srbi, 0,33 % Romi, 0,21 % Bošnjaki, 0,18 % Ukrajinci, 0,16 % Albanci
- Vukovarsko-sremska: 78,27 % Hrvati, 15,45 % Srbi, 1,00 % Madžari, 0,88 % Rusini, 0,65 % Slovaki, 0,56 % Bošnjaki, 0,24 % Albanci, 0,23 % Ukrajinci

V vzhodni Hrvaški ali Slavoniji je po rezultatih popisa prebivalstva iz leta 2001 živelo 891.259 prebivalcev, kar predstavlja 20,1 % skupnega prebivalstva Hrvaške. Glede na leto 1991, ko je bilo prebivalcev 977.391, je zabeležen velik upad prebivalstva za 8,8 % (86.132 oseb).

### Največja slavonska mesta
| Mesto          | Število prebivalstva |
| -------------- | -------------------- |
| Osijek         | 108.048              |
| Slavonski Brod | 59.141               |
| Vinkovci       | 35.312               |
| Vukovar        | 27.683               |
| Đakovo         | 30.092               |
| Požega         | 26.248               |
| Virovitica     | 21.291               |
| Našice         | 16.224               |
| Županja        | 12.090               |
| Nova Gradiška  | 14.229               |
| Daruvar        | 11.633               |
| Pakrac         | 8.460                |
| Otok           | 6.343                |
| Lipik          | 6170                 |

Kutjevo-6247